# تطبيق القانون في سوريا

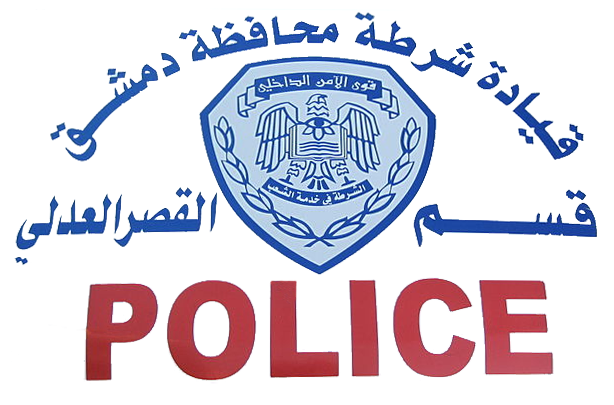
شعار الشرطة في محافظة دمشق

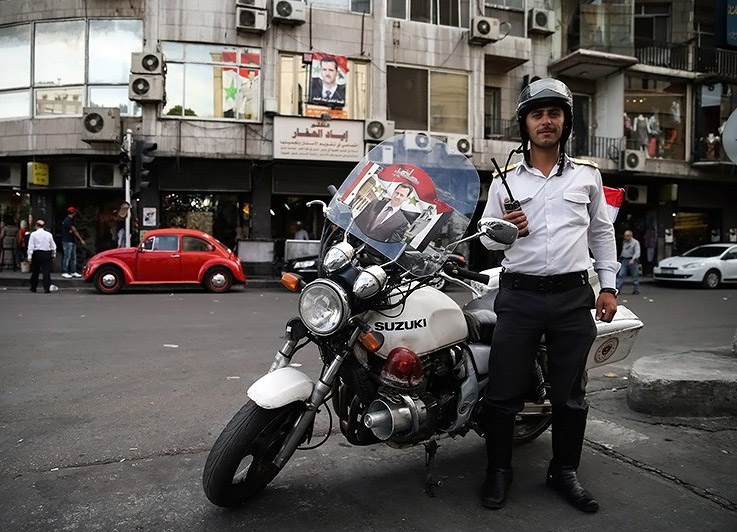
شرطة المرور في دمشق

تقوم قوات الشرطة بـتطبيق القانون في سوريا للقيام بواجبات الشرطة العامة؛ وتضطلع عدة وكالات استخبارات بمهام الأمن الداخلي. شعبة الأمن السياسي هي إحدى هذه الوكالات، وهي بتوجيه من وزارة الداخلية. تعمل المديرية بشكل مستقل وبصورة عامة خارج سيطرة النظام القانوني على قمع المعارضة الداخلية ورصد فرادى المواطنين. سوريا عضو في المنظمة الدولية للشرطة الجنائية (إنتربول) منذ عام 1953.
كما تتحكم وزارة الداخلية بقوى الأمن الداخلي. وهناك أيضا منظمات متخصصة أخرى مثل شرطة العاصمة الخاصة في دمشق (يشرف عليها المدير العام للأمن العام والشرطة)، والدرك الوطني للسيطرة في المناطق الريفية، والحرس الصحراوي من أجل مراقبة الحدود (ولا سيما الحدود السورية العراقية). في عام 2011، كان رئيس الشرطة هو اللواء محمود سعودي.
يوم قوى الأمن الداخلي في 29 مايو، تيمناً بـ29 مايو 1945، عندما قصفت القوات الفرنسية مبنى البرلمان في دمشق. في أعقاب اندلاع الحرب الأهلية السورية، أنشئت أيضا عدة قوات من قوات الشرطة من جانب الفصائل المتمردة، وكذلك من جانب منطقة روج آفا الخاضعة للسيطرة الكردية وتركيا.